# ري إسحاق
ري إسحاق هو لاعب كرة قاعدة كوبي، ولد في 3 يناير 1973.

## وصلات خارجية
- ري إسحاق على موقع أوليمبيديا (الإنجليزية)